# Lisa Lichtfus
Lisa Lichtfus (* 28. Dezember 1999 in Aye) ist eine belgische Fußballspielerin. Seit 2024 steht die Torhüterin beim französischen Erstligisten Le Havre AC unter Vertrag. Seit 2023 ist sie zudem belgische Nationalspielerin.

## Karriere

### Vereine
Lichtfus begann als Zehnjährige in den Jugendmannschaften von Standard Lüttich mit dem Fußballspielen. IM August 2016 gab sie ihr Profidebüt für die erste Mannschaft bei einem Champions-League-Qualifikationsspiel gegen den FK Minsk. In der Folge kam sie auch vermehrt in der Liga zum Einsatz und gewann mit Lüttich 2016 und 2017 die belgische Meisterschaft und 2018 den belgischen Fußballpokal. 2017 und 2019 wurde sie als beste Fußballtorhüterin Belgiens mit dem Sparkle ausgezeichnet.
Auf der Suche nach einem professionelleren Umfeld und einer stärkeren Liga schloss sie sich 2021 dem FCO Dijon an. Dort debütierte sie im französischen Pokal gegen Paris Saint-Germain; trotz einer guten Leistung Lichtfus’ schied ihr neuer Verein im Elfmeterschießen aus. Im weiteren Saisonverlauf musste sie vornehmlich noch auf der Bank Platz nehmen, konnte sich zur Saison 2022/23 aber als Stammtorhüterin etablieren. Im Sommer 2024 schloss sie sich Le Havre AC an und avancierte auch hier zur Stammtorhüterin.

### Nationalmannschaft

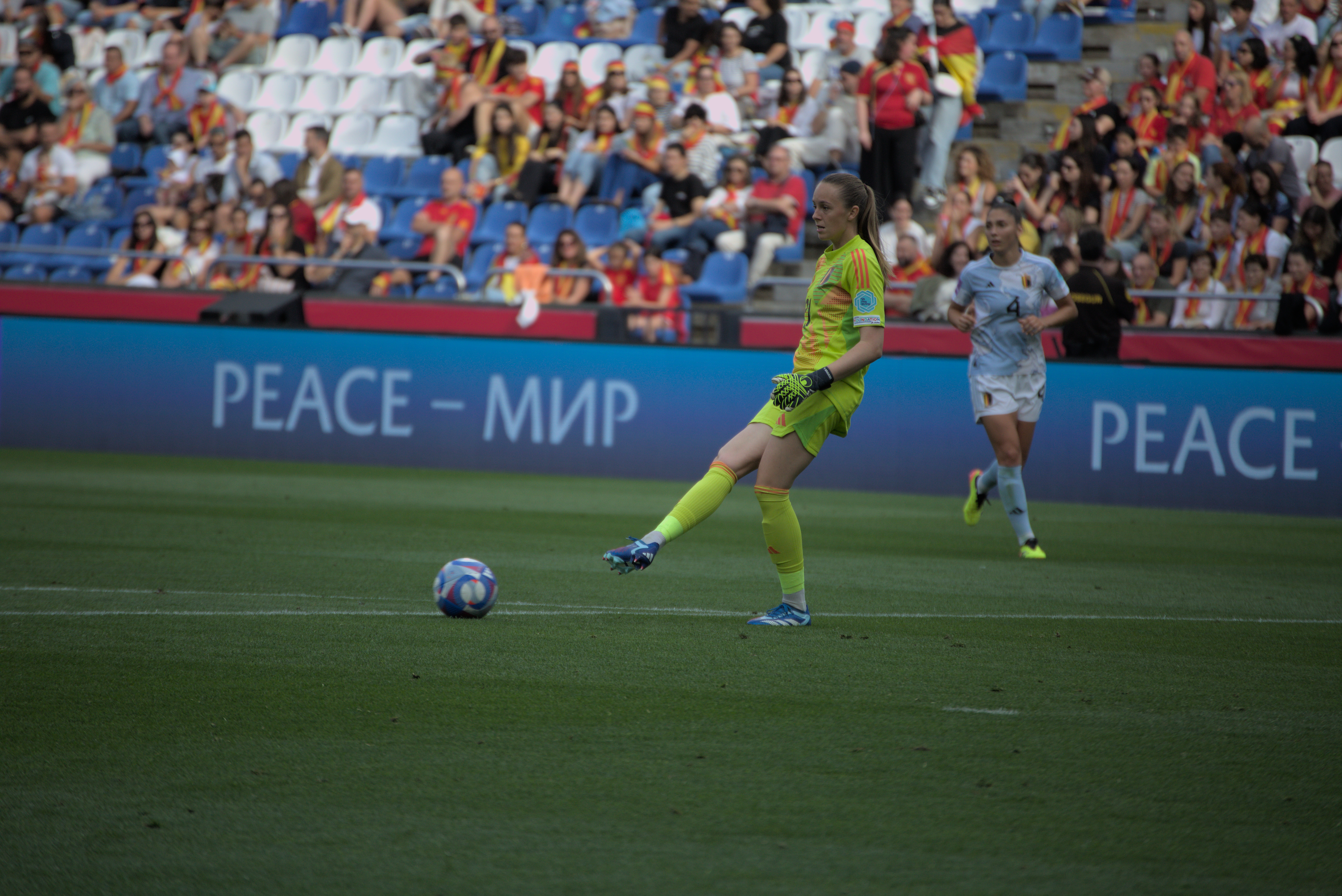
Lichtfus im Länderspiel gegen Spanien (2024)

Lichtfus absolvierte einige Spiele für belgische Nachwuchsmannschaften. 2017 wurde sie erstmals in den Kader der belgischen A-Nationalmannschaft berufen, kam jedoch noch zu keinem Einsatz. Sie stand – ebenfalls ohne bislang zum Einsatz gekommen zu sein – im Kader der belgischen Mannschaft, die 2022 den Pinatar Cup 2022 gewann. Auch bei der Europameisterschaft 2022 stand sie ohne Einsatz im belgischen Kader. Am 11. April 2023 gab sie gegen Slowenien ihr Länderspieldebüt. Im Februar 2024 absolvierte sie in der Nations League gegen Ungarn ihr erstes Pflichtspiel für Belgien. 2025 stand sie im belgischen Aufgebot für die Europameisterschaft in der Schweiz. Zwar schied Belgien schon nach der Vorrunde aus, doch stand Lichtfus in allen drei Partien auf dem Platz.

## Privat
Lichtfus studiert Physiotherapie an der medizinischen Fakultät der Universität Lüttich.